# Abbaye de Filly
L'abbaye de Filly était une abbaye de chanoines réguliers fondée dans le Chablais.
La date de fondation demeure inconnue, de même que l'origine des premiers chanoines. Plusieurs auteurs avancent l'hypothèse qu'ils aient pu être envoyés par l'abbaye d'Agaune.

## Situation géographique

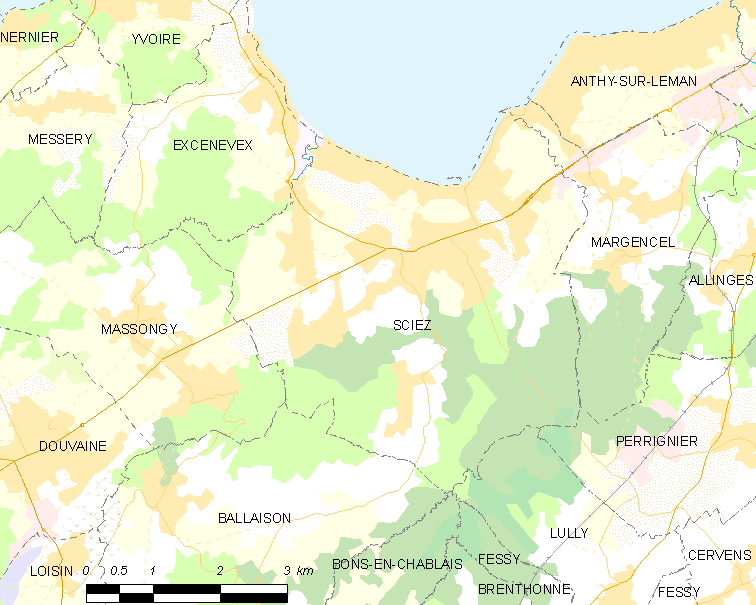
Sciez et les communes limitrophes

L'abbaye était située sur l'actuelle commune de Sciez, à 800 mètres de la rive du lac Léman, près du ruisseau du Vion qui se jette dans le lac entre Excenevex et Coudrée.

## Historique

### Origine
La première mention de Filly date des années 1025 : un document, édité dans le Régeste genevois, indique que l'abbé de Saint-Maurice et archevêque de Lyon Burchard, donne à un des chanoines de Saint-Maurice, le diacre Thibold, et à ses trois fils, une mense au village de Filly près de Sciez. Piccard pense que cet acte est en réalité plus ancien. Il avance également que le chanoine Thibold pourrait être le fondateur du prieuré de Filly.

### Premières mentions
Le premier prieur attesté par la documentation se nommait Anselme. Il est présent en 1138 lors d'une donation de Girold de Langin au prieuré de Bellevaux en Chablais. Il est également présent en 1154 à Lausanne lors du règlement d'un conflit survenu entre les chanoines du Mont-Joux et ceux du prieuré de Meillerie. En 1155, Guy d'Allinges donna à Anselme son fief de Sciez, qui s'étendait entre Filly, le Léman, le Foron et le Vion. Les nobles de Margencel et de Sciez sont présents à cette donation, de même que Dalmace de Rovoré, chanoine de Filly et membre de la famille de Rovorée.
En 1191, à Thonon, l'évêque de Genève Nantelme et le Mont-Joux se répartissent quelques églises qui faisaient l'objet de contestations. À cette date, l'abbaye de Filly passe sous l'autorité de l'évêque. Ce document montre d'une part que le Mont-Joux avait des prétentions sur Filly, d'autre part que le prieuré a été érigé en abbaye entre 1154 et 1191. Piccard avance que Nantelme pourrait en avoir été l'instigateur.

### LesXIIIesiècleetXIVesiècle

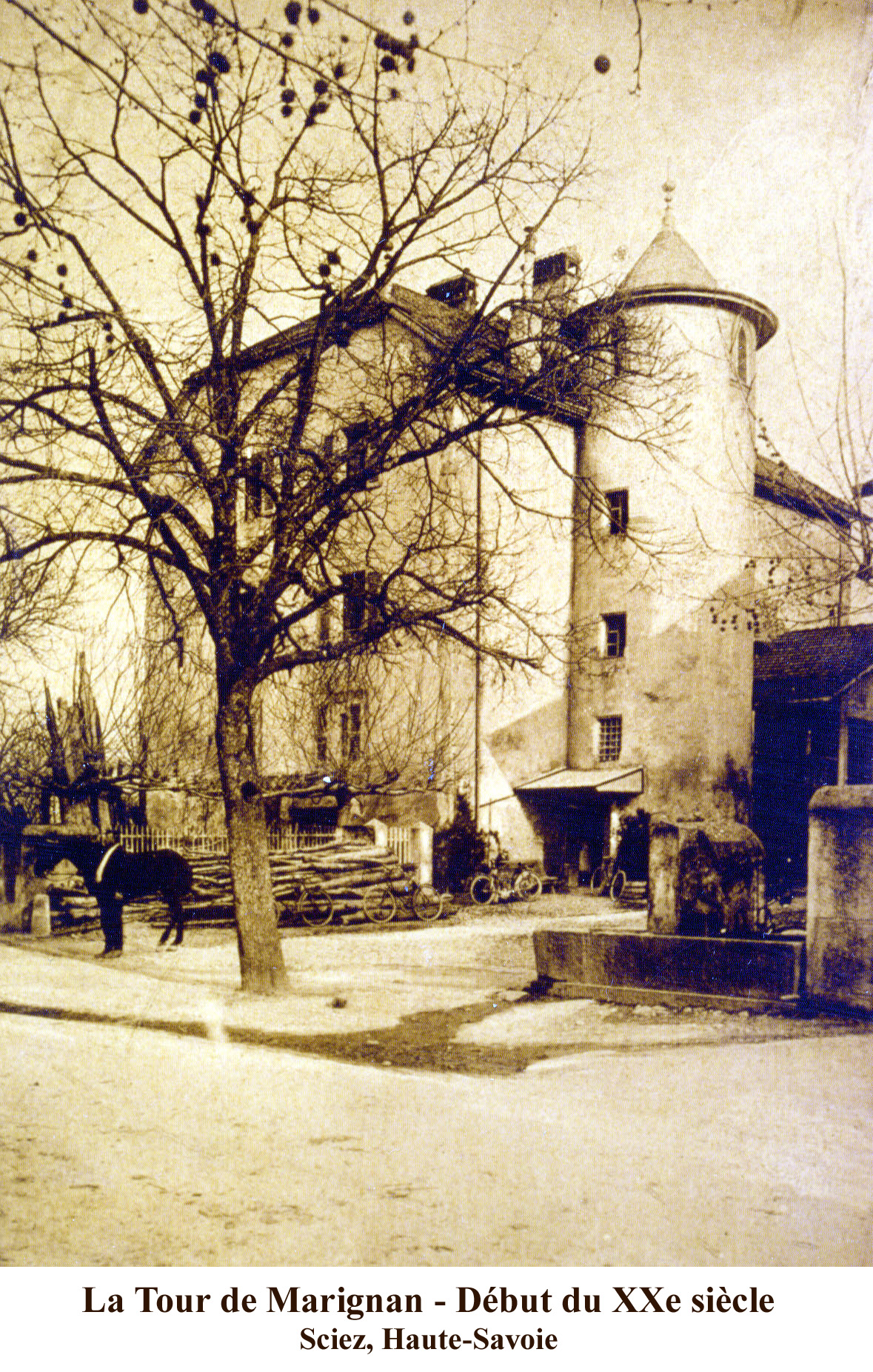
Château de la Tour de Marignan.

Un des successeurs de Nantelme, Aymon de Grandson, soumit l'abbaye de Filly à l'abbaye d'Aulps en 1223. Mais le chapitre de Filly se soumirent l'année suivante à l'abbaye d'Ainay, qui possédait également les prieurés de Thonon et de Bellevaux. Cette affiliation, qui prévoyait que les religieux deviendraient moines, ne semble pas avoir pris effet puisque les chanoines sont nommés à plusieurs reprises par la suite.
En 1248, Innocent IV cède à l'abbaye les églises de Sciez, Excenevez, Yvoire, Perrignier, Burdignin et les chapelles de Nernier et Chavanex. En 1258, les chanoines acquièrent des terres de Jean de Rovorée, et le domaine de Marignan. L'abbé Guillaume figure dans le testament d'Agnès de Faucigny, épouse de Pierre II de Savoie en 1262. L'église abbatiale semble recevoir les dépouilles des nobles de Compey.
Les abbés de Filly deviennent des personnages importants, au même titre que les abbés d'Abondance, Aulps et Sixt. En 1306, le comte de Savoie envoie l'abbé de Filly enjoindre au seigneur de Gex de respecter la trêve instaurée par le pape Clément V. L'abbaye bénéficie de nombreuses donations des nobles du bas-Chablais, tels que les Allinges, Rovorée, Margencel, Sciez, Lucinges, Compey, Cervens, Ballaison, Mesinges, etc.
D'après Gonthier, l'abbaye possédait à cette époque de nombreuses dîmes, le droit de pêche entre Concise et Rovorée, des terres et des bois dans les communes d'Allinges, Armoy, Le Liaud, Ballaison, Brenthonne, Douvaine, Fessy, Margencel, Massongy, Orcier et Thonon, un moulin à Lully, le domaine de Chatillonet à Draillans, une partie de la montagne de Darbon à Vacheresse, le prieuré Saint-Georges à Lancy. Au milieu du XIVe siècle, le tout était estimé à un revenu de 200 livres.

### Instauration de la Commende
Le 6 juin 1413, Jean V de Bertrand, évêque de Genève, visite l'abbaye et la trouve bien dirigée par l'abbé Humbert, qui est secondé par six chanoines prêtres et un novice. Les chanoines sont curés des paroisses environnantes. La visite mentionne toutefois le manque d'objets liturgiques. Les relations avec les nobles voisins se détériorent, particulièrement avec les Allinges, et l'abbaye doit se battre pour prouver ses droits.
Après le départ de François Ducrest pour le siège abbatial d'Abondance, un abbé commendataire prend sa place à Filly : il s'agit de Pierre Robini, un proche d'Amédée VIII de Savoie. La situation se dégrade, si bien qu'en 1443, une visite pastorale révèle que les chanoines vivaient sans règle.

### Époque moderne
Les Bernois envahissent le Chablais en début d'année 1536. Il semble que les chanoines ne soient chassés de Filly qu'au printemps suivant. Leurs biens sont saisis. Il semble que l'abbaye fut convertie en hospice. En 1553, François d'Allinges reçut des seigneurs de Berne une grosse partie des anciens biens de l'abbaye (hommes, hommages, revenus, etc.). Il reçut en outre les bâtiments de l'abbaye avec obligation de les entretenir pour le diacre (le document mentionne l'église et ses deux chapelles latérales). La grange de l'abbaye fut donnée à des paroissiens. Le clocher et le bâtiment conventuel furent détruits. L'abbaye dut par la suite transformée en commanderie par l'Ordre des saints Maurice et Lazare qui la reçut en 1575. Puis ce sont les Barnabites de Thonon qui achètent les biens de l'abbaye. L'église semble être encore debout en 1643 et, en 1644, sont mentionnées l'église et ses deux chapelles latérales. Il semble que l'abbatiale ait été détruite par la suite, puisque les visites pastorales ne la mentionnent plus. Des pierres furent utilisées pour reconstruire l'église paroissiale de Sciez.

## Vestiges
En 1893, Louis-Étienne Piccard mentionne un pan de mur et un amas de pierre. Aujourd'hui, il ne reste rien de l'abbaye. Mais des carreaux de terre cuite ont été retrouvés grâce aux labours et déposés au dépôt archéologique de la ville de Thonon-les-Bains. Quelques-uns ont été exposés en 2013 dans le cadre de l'exposition Mystère et boule de terre au Domaine de Rovorée, et font l'objet d'une double-page dans le catalogue d'exposition. Ces carreaux ont été datés du XIIIe siècle et sont de forme carrée. Ils sont ornés de décors géométriques ou végétaux. Les décors étaient réalisés par la technique de l'estampage en creux.